# Pertamina

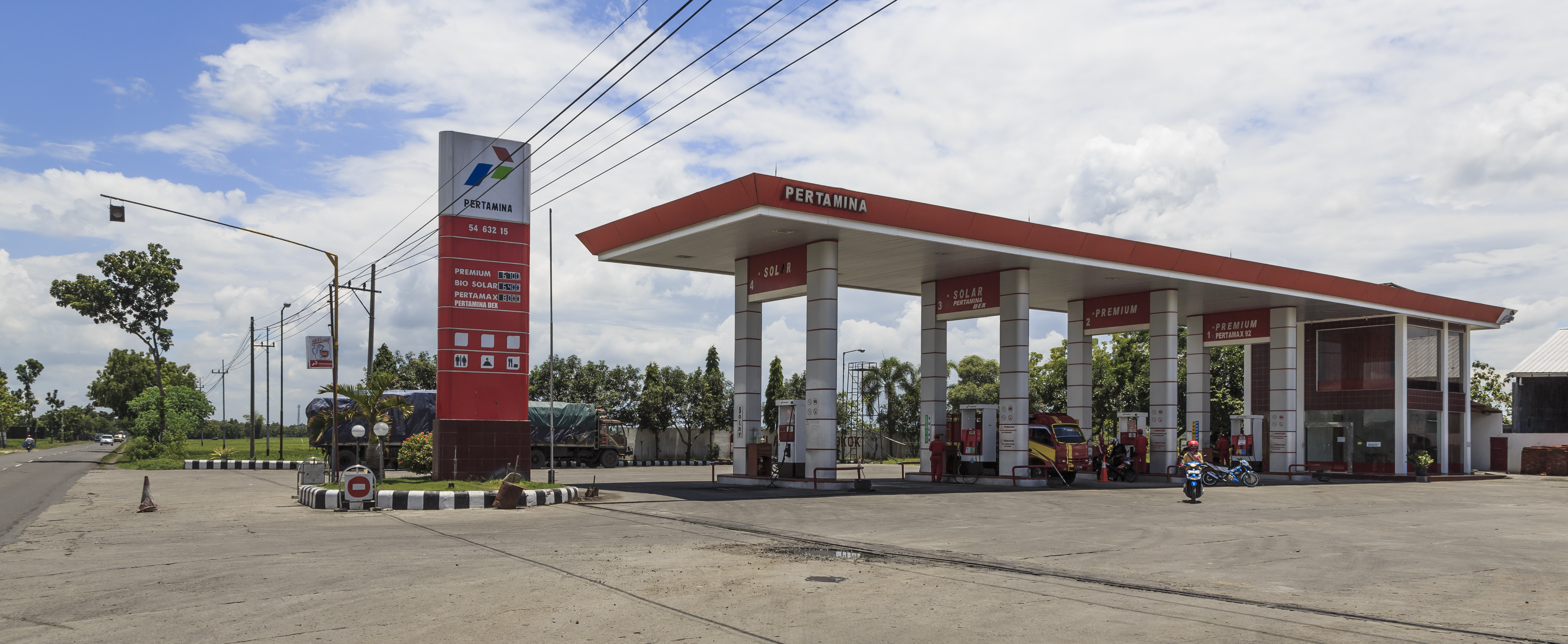
Pertamina Tankstelle in Indonesien

PT Pertamina (Persero)  (Perusahaan Tambang Minyak Negara) ist eine indonesische Aktiengesellschaft mit Firmensitz in Jakarta, welche sich zu 100 % in Staatsbesitz befindet. Das Unternehmen fördert und raffiniert die indonesischen Erdöl- und Erdgasvorkommen. Pertamina entstand im August 1968 durch Fusion der Unternehmen PN Pertamin (gegründet 1961) und PN Permina (gegründet 1957).

## Firmengeschichte
In Artikel 33 der indonesischen Verfassung von 1945 ist festgelegt, dass der Boden, das Wasser und die natürlichen Bodenschätze dem Staat gehören und zum Nutzen des Volkes gebraucht werden sollen.  Danach hat die indonesische Regierung die Aufgabe, die Erdöl- und Erdgasreserven des Landes zu verwalten. Am 10. Dezember 1957 wurde das staatliche Unternehmen Permina gegründet. Der Unternehmensleitung stand der indonesische Oberst Ibnu Sutowo vor. Ibnu Sutowo war der zweite Mann hinter General Abdul Haris Nasution im indonesischen Militär. Mit der Position Sutowos im staatlichen Unternehmen Permina versuchte das indonesische Militär, die Erdölindustrie in Indonesien zu kontrollieren. Das Unternehmen verkaufte landesweit als Unternehmen in Indonesien in den folgenden Jahren in einer Monopolstellung Erdöl. Permina gründete die Schule Apprentice Technical School (Sekolah Kader Teknik) in Brandan, um Experten für die Erdölindustrie zu erhalten. Um dieses Ziel zu schaffen, wurde 1962 die Oil Academy in Bandung gegründet. In den 1960er Jahren wurde das staatliche Monopol der Erdölförderung gelockert und ausländischen Mineralölunternehmen wurde in Indonesien Zutritt gewährt. 1968 fusionierten die Unternehmen Permina und Pertamin und das staatliche Unternehmen Pertamin entstand. Nach der Fusion 1968 steigerte sich die Erdölproduktion des Unternehmens stetig.
Jedoch wurde 1977 in Indonesien der Peak Oil erreicht, Indonesien blieb aber dennoch ein wichtiger Ölexporteur und Mitglied der OPEC. Durch starkes Bevölkerungs- und Wirtschaftswachstum wurde Indonesien 2007 allerdings endgültig zum Nettoimporteur von Erdöl und kündigte daraufhin 2008 seinen Austritt aus der OPEC an. Durch den Einsatz neuer Technik und der Hilfe ausländischer Ölkonzerne gelang es in den vergangenen Jahren, das Förderniveau halbwegs konstant zu halten und den zuvor dramatischen Rückgang der Förderung aufzuhalten. Gleichzeitig versucht man Erdgas als Substitut für Erdöl einzusetzen, da Indonesien über große Erdgasreserven verfügt und einer der größten Erdgasexporteure der Welt ist. Die TransJakarta Express-Buslinie wird beispielsweise großenteils mit auf Erdgas umgerüsteten Bussen betrieben, da die indonesische Gasförderung starke Zuwächse verzeichnet und voraussichtlich weiterhin mit großem Tempo steigen wird.
Im April 2018 kam es vor der Küste der indonesischen Insel Borneo zu einer verheerenden Ölpest, nachdem ein Leck an einer am Meeresgrund geführten Pipeline zum Austritt einer großen Menge Erdöl führte. Nach dem behördlichen Notstandsausruf wurde das Anzünden des gebildeten Ölteppichs angeordnet, wodurch fünf Fischer vor der Küste Balikpapas ums Leben gekommen sein sollen.